# Siam Marley
Siam Marley est une scénariste, réalisatrice, directrice de la photographie, show runneuse et juriste franco-ivoirienne. Diplômée de l’EICAR (École 
internationale de création audiovisuelle et de réalisation) en 2010, elle s’est imposée dans le paysage audiovisuel ouest-africain à travers des créations originales saluées par la critique. Elle est également fondatrice de la société de production Our Stories.

## Biographie et formation
Siam Marley est diplômée de l’EICAR en 2010, où elle se forme aux nouvelles techniques de création audiovisuelle. Passionnée par le cinéma et l’écriture, elle développe une approche pluridisciplinaire mêlant narration, photographie et mise en scène. En parallèle de sa carrière artistique, elle poursuit des études en droit, se spécialisant en droit de la propriété intellectuelle dans le but de devenir avocate.

## Carrière
En 2015, Siam Marley se fait remarquer avec son court métrage Cinq boîtes de lait, qui remporte :
le Trophée francophone du meilleur court métrage, le Prix Grain de Baobab au FESPACO 2015.
La même année, elle crée Psych, la première série courte originale ivoirienne, diffusée sur la RTI, la chaîne publique ivoirienne. Elle enchaîne avec Pardonnez-moi mon père !, une série disponible sur l’application numérique de TV5MONDE Afrique.
En 2019, elle réalise deux épisodes de la saison 1 de Shuga Babi, une production de MTV, puis quatre épisodes de la saison 2. En 2021, elle participe à la série Manjak, création originale de Canal+ Afrique, en réalisant les trois derniers épisodes, sur un concept de Anna Gomis.
La même année, elle fonde sa propre société de production, Our Stories, au service de récits ancrés dans les réalités africaines contemporaines.
Elle réalise par la suite :
20 épisodes de la saison 2 de la série Le futur est à nous, diffusée dans le cadre de Les Coups de la Vie.
16 épisodes de la série L’entretien (2023), créée par Anna Gomis, dont elle assure également la direction de la photographie.

## Style et engagement
Siam Marley est reconnue pour son professionnalisme, sa rigueur et son exigence artistique. Sa sensibilité pour les sujets humains, sociaux et psychologiques nourrit une œuvre ancrée dans la complexité des sociétés africaines et la richesse des émotions humaines.

## Centres d’intérêt
Parmi ses sources d’inspiration figurent le cinéma, l’écriture, la philosophie, la spiritualité, la musique, la lecture, les voyages et la psychologie, qui alimentent sa vision du monde et ses projets créatifs.

## Filmographie sélective
- Cinq boîtes de lait (2015) – court métrage

- Psych (2015) – série courte, RTI

- Pardonnez-moi mon père ! – série, TV5 MONDE Afrique

- Shuga Babi (2019–2020) – MTV

- Manjak (2021) – Canal+ Afrique[5]

- Le futur est à nous – saison 2 (2022)[6]

- L’entretien (2023)

## Distinctions
- Trophée francophone du meilleur court métrage (2015) – Cinq boîtes de lait[7]

- Prix Grain de Baobab – FESPACO 2015 – Cinq boîtes de lait